# Portable Executable
Een Portable Executable is een bestandsformaat ontwikkeld door Microsoft. Het wordt gebruikt met de extensies .cpl, .exe, .dll, .ocx, .sys, .scr en .drvdat. Het formaat is een aangepaste versie van het Unix-formaat COFF en wordt daarom ook wel PE/COFF genoemd.